# ليما دوارتي
ليما دوارتي (بالبرتغالية: Lima Duarte‏) هو مخرج وممثل برازيلي، ولد في 29 مارس 1930 في البرازيل. من الجوائز التي نالها وسام الاستحقاق الثقافي ‏ سنة 2002.

## جوائز
- وسام الاستحقاق الثقافي [الإنجليزية]‏ (2002)

## وصلات خارجية
- ليما دوارتي على موقع IMDb (الإنجليزية)
- ليما دوارتي على موقع ألو سيني (الفرنسية)
- ليما دوارتي على موقع أول موفي (الإنجليزية)
- ليما دوارتي على موقع قاعدة بيانات الأفلام السويدية (السويدية)
- ليما دوارتي على موقع قاعدة بيانات الفيلم (الإنجليزية)
- ليما دوارتي على موقع كينوبويسك (الروسية)